# Alberto, Duque de Teschen
Alberto Frederico Rodolfo de Áustria-Teschen (em alemão: Albrecht Friedrich Rudolf von Österreich-Teschen) (Viena, 3 de agosto de 1817 - Arco, 2 de fevereiro de 1895), foi arquiduque da Áustria, Duque de Teschen  e marechal-de-campo dos exércitos austro húngaro e alemão.

## Biografia

### Família
Alberto era o segundo filho (primeiro varão) do arquiduque Carlos, Duque de Teschen  e da princesa Henriqueta de Nassau-Weilburg. Seus avós paternos foram o imperador Leopoldo II do Sacro Império Romano-Germânico e a infanta Maria Luísa da Espanha, enquanto seus avós maternos foram o príncipe Frederico Guilherme, Príncipe de Nassau-Weilburg e a princesa Luísa Isabel de Kirchberg.

### Carreira militar
Como filho do vencedor da Batalha de Aspern-Essling e primo-irmão do imperador Fernando I da Áustria, Alberto galgou rapidamente os degraus do exército austríaco recebendo, com apenas treze anos (1830), a patente honorária de 2º Coronel. Iniciou efetivamente suas atividades militares em 1837, quando foi nomeado 2º Coronel do Regimento de Infantaria Wimpffen. Em 1839, para completar sua formação, transferiu-se para o Regimento de Couraceiros, mantendo sua patente.
Foi promovido a Major-General em 1840 e a Tenente-Marechal-de-Campo em 1843. Em 1845 foi nomeado Comandante Militar de Salzburgo, da Baixa e da Alta Áustria.
Após a eclosão da Revolução Vienense, em 13 de março de 1848, Alberto foi acusado de dar ordens ao exército para abrir fogo contra a população civil, sendo obrigado a renunciar ao seu cargo.

### Primeira guerra de independência italiana
Rejeitado pelos constitucionalistas, apegou-se ao último bastião do absolutismo e ingressou como voluntário nas tropas italianas do marechal-de-campo Josef Wenzel Radetzky von Radetz, estacionadas nos arredores de Verona. Destacou-se na Batalha de Santa Lucia, em 6 de maio de 1848, contra as tropas de Carlos Alberto da Sardenha.
A contribuição mais importante que os Habsburgo deram a Radetz partiu, provavelmente, de Maria Teresa de Áustria-Toscana, irmã mais velha de Alberto Frederico e segunda esposa de Fernando II das Duas Sicílias. Quando o arquiduque chegou a Verona, Fernando II (cujas tropas já haviam alcançado o rio Pó e estavam prestes a entrar no Vêneto) resolveu retirar-se do conflito. Isso impediu que o general Guglielmo Pepe se juntasse ao exército pontifício do general Giovanni Durando e permitiu a Radetz uma vitória estratégica em Vicenza, em 10 de junho.
Em 9 de agosto, Áustria e Sardenha assinam o chamado Armistício de Salasco, mas os combates seriam retomados em 8 de março de 1849, quando o rei Carlos Alberto rompeu a trégua com Francisco José I. Durante essa breve campanha, Alberto comandou uma divisão do exército sob as ordens do marechal-de-campo Costantino d'Aspre, lutando com distinção em Gravellona, Mortara e, especialmente, em Novara. Ao término dos combates, Carlos Alberto abdicou em favor de seu filho, Vítor Emanuel II.
Continuou sob as ordens de Constantino d'Aspre quando este foi enviado, juntamente com o 2º Exército, para a reocupação de Parma. Em seguida, partiram para a Toscana, a fim de reconduzir o grão-duque Leopoldo II (que havia fugido para Gaeta) ao trono. Participaram do cerco e do saque a Livorno (saldo de 317 fuzilações e 800 mortos), em 11 de maio de 1849, e da ocupação de Florença, no dia 25 do mesmo mês.

### Comandante na Bohemia e governador na Hungria
Após a conclusão da breve e triunfal campanha, Alberto foi nomeado comandante do III Exército na Bohemia e governador da Fortaleza de Mogúncia, onde seu pai havia encerrado sua carreira militar.
Em 1851, recebeu o importante cargo de Governador-Geral e Comandante Militar da Hungria. Foi uma tarefa difícil, pois Alberto promoveu uma abertura política parcial aos cidadãos húngaros (considerado insuficiente por estes, mas excessivo por Viena), o que causou sua demissão em 1860.

### Segunda guerra de independência italiana
Na primavera de 1859 Alberto foi enviado numa missão secreta a Berlim, com o objetivo de conseguir o apoio prussiano para a guerra contra o Reino da Sardenha de Vítor Emanuel II e a França de Napoleão III. A missão não teve nenhum resultado aparente, embora tenha sido um dos motivos que levaram o imperador francês a assinar o chamado Armistício de Villafranca.

### Segunda Guerra do Schleswig
A atuação de Alberto em Berlim foi bem vista em Viena, tanto que o arquiduque foi enviado em outra missão em 1864 para tratar da Segunda Guerra do Schleswig, travada enre a Dinamarca e a Confederação Germânica. O motivo da disputa era o controle dinamarquês sobre os ducados de Holstein (de maioria germânica) e de Schleswig (de maioria dinamarquesa).
Comparada com a missão anterior, esta encontrou em Berlim um clima anti-austríaco bastante reforçado pela ascensão de Guilherme I, em 2 de janeiro de 1861, e pela nomeação de Otto von Bismarck ao cargo de chanceler, em 3 de setembro de 1862. O último em especial, pressionou Viena a estender o conflito a todo o território dinamarquês, além das duas províncias em disputa. Note-se que Áustria e Prússia não tinham reivindicações específicas com relação ao conflito, mas competiam para demonstrar sua superioridade militar e o apego à causa germânica. Alberto não poderia mitigar a posição militarista e extremista de Bismarck e Viena teve que aceitar, ainda que de forma relutante, a continuidade de uma guerra que não interessava à Áustria. Ainda assim, os exércitos de Francisco José I demonstraram ser mais eficazes na batalha que os exércitos prussianos. 
Com a assinatura do Tratado de Viena, em 30 de outubro de 1864, a Dinamarca cedeu Holstein, Schleswig e Lauenburg  à Áustria e à Prússia. Se por um lado a Áustria confirmava seu papel de protetora da Confederação Germânica, por outro encontrava-se numa dupla desvantagem: alocar recursos e tropas numa ocupação inútil e mostrar-se perante a comunidade internacional como cúmplice de uma política agressiva e militarista, que feria um dos limites impostos pelo Congresso de Viena. Embora toda a responsabilidade pelos episódios deva ser creditado ao governo de Francisco José I, o arquiduque Alberto sofreu um revés político significativo nessa época.

### Guerra Austro-Prussiana
Entre 1860 e 1861 foi comandante geral do 8º Exército Austríaco em Vicenza, onde foi promovido a marechal-de-campo em 1863.

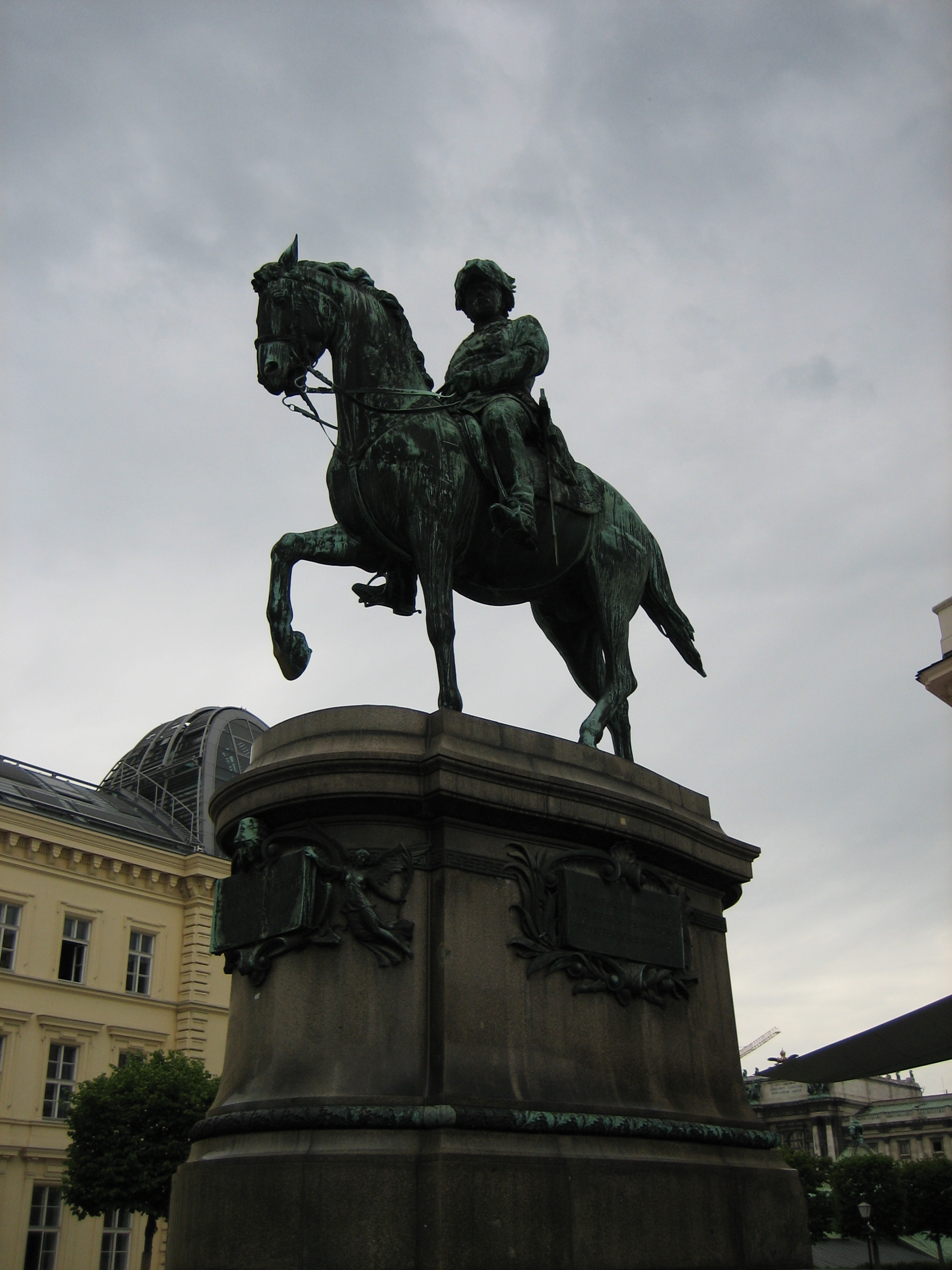
Estátua equestre de Alberto Frederico em frente à Galeria Albertina, em Viena.

Com a eclosão da Guerra Austro-Prussiana, em 24 de junho de 1866, Alberto infligiu uma dura derrota (ainda que não determinante para o curso da guerra) às tropas de Alfonso Ferrero la Marmora na Batalha de Custoza. 
Depois disso, ante a grave derrota austríaca na Batalha de Königgrätz, foi nomeado comandante-em-chefe no lugar de Ludwig von Benedek . Sua principal decisão foi chamar de volta a Viena uma das três divisões do exército já estacionadas no Vêneto, unindo a ela as tropas que se retiravam da Bohemia. Isso permitiu-lhe estabelecer uma nova linha defensiva ao longo do rio Danúbio que, no entanto, nunca foi posta à prova, pois o imperador Francisco José, fortemente influenciado pelos pedidos dos vienenses para que se liberasse a capital do estado de sítio, decidiu iniciar conversações para um armistício. Historiadores militares austríacos alegaram que a decisão de Francisco José foi precipitada, tendo em vista o notável sistema de defesa organizado por Alberto. 
A principal desvantagem austríaca, com efeito, estava no front italiano, onde o exército imperial não tinha condições de deter o avanço de Giuseppe Garibaldi e de Giacomo Medici sobre Trentino, nem de Enrico Cialdini através do Vêneto, Ferrara e Udine. Se o cessar-fogo fosse adiado, Garibaldi e Medici certamente teriam efetivado o cerco a Trento (mesmo tendo como adversário o poderoso marechal-de-campo Franz Kuhn von Kuhnenfeld) e Cialdini teria prosseguido para além do rio Soča.

### Casamento e filhos
Casou-se em 1 de maio de 1844 com a princesa Hildegarda Luísa da Baviera, filha do rei Luís I da Baviera e da princesa Teresa de Saxe-Hildburghausen. O casal teve três filhos:
- Maria Teresa (1845-1927), casada com o duque Felipe de Württemberg, com descendência.
- Carlos Alberto (1847-1848).
- Matilde (1849-1867).

### Morte
Alberto Frederico morreu em Arco, em 2 de fevereiro de 1895, aos 77 anos. Seu corpo foi sepultado na Cripta Imperial de Viena.